# David Cunliffe
Pour les articles homonymes, voir Cunliffe.
David Cunliffe, né en 1963 à Te Aroha (dans le Waikato), est un homme politique néo-zélandais, chef de l'opposition de septembre 2013 à novembre 2014.

## Jeunesse, études et carrière avant la politique
Son père est membre du Parti travailliste, et ministre anglican. David Cunliffe grandit dans un milieu essentiellement rural, puis obtient une bourse pour effectuer ses études secondaires au United World College au Pays de Galles, où il décroche son baccalauréat international. Il s'ensuit une licence en science politique à l'Université d'Otago. En 1987, il commence une carrière de diplomate. Il est posté à Washington D.C. de 1990 à 1994, pour le compte du ministère néo-zélandais des Affaires étrangères et du Commerce extérieur. Il obtient un Master en administration publique à l'Université Harvard en 1995. De 1995 à 1999, il est consultant en management pour le Boston Consulting Group à Auckland.

## Carrière politique
En 1999, il est élu député travailliste de la circonscription de Titirangi, dans la banlieue d'Auckland. Les Travaillistes sont alors au pouvoir, avec Helen Clark au poste de premier ministre. Réélu en 2002, Cunliffe est nommé ministre associé aux Finances, aux Communications et aux Technologies de l'information dans le gouvernement Clark en 2003, puis ministre des Communications et des Technologies de l'information l'année suivante. Il conserve ces fonctions jusqu'à la défaite des Travaillistes aux élections de 2008. Il est également ministre de l'Immigration et ministre de la Santé de 2005 à 2007,.
Lors des élections législatives de 2011, Cunliffe conserve son siège de député, mais les Travaillistes subissent une nouvelle défaite, et Phil Goff démissionne de la tête du parti. Cunliffe sollicite la direction du parti, que les députés travaillistes confient toutefois à David Shearer. En août 2013, Shearer démissionne à son tour, estimant ne pas avoir su suffisamment réunir autour de lui la confiance du parti. Cette fois, les membres ordinaires du parti et les syndicats affiliés sont invités à voter pour le nouveau dirigeant, aux côtés des députés, et David Cunliffe est élu à la tête du parti, avec pour charge d'emmener les Travaillistes à la victoire aux législatives de 2014.
En septembre 2014, après la défaite des Travailliste aux élections, Cunliffe démissionne de son poste de chef du parti. Andrew Little est élu en novembre 2014 à ce poste.

## Positionnement politique
Le New Zealand Herald en 2013 décrit David Cunliffe comme faisant partie d'« une nouvelle vague de députés travaillistes riches, hautement éduqués et à l'aise tout autant avec les entreprises qu'avec les syndicats ».
En tant que député, il a voté pour la dépénalisation de la prostitution en 2003, pour la mise en place de partenariats enregistrés pour les couples de même sexe en 2004, pour la pénalisation des châtiments corporels infligés par les parents en 2007, contre la restriction de la définition du mariage à l'union d'un homme et d'une femme en 2005, et pour la légalisation des mariages homosexuels en 2013. En 2013, il se dit favorable à une hausse du salaire minimum pour adhérer au concept de living wage, un salaire suffisant pour un mode de vie décent. Il affirme vouloir faire du Parti travailliste à nouveau « un vrai parti rouge, pas un parti bleu pâle », en référence aux couleurs traditionnelles de la gauche et de la droite dans le pays. Il critique le tournant du libéralisme abrupt entrepris par le gouvernement travailliste de David Lange dans les années 1980 (Rogernomics), auquel il avait déjà été opposé à l'époque. Il est favorable à titre personnel à l'abolition de la monarchie, pour que la Nouvelle-Zélande devienne une république au sein du Commonwealth, mais s'engage à ce qu'un tel changement ne soit décidé que par les citoyens, en prenant en compte le point de vue des Maori, souvent attachés à leur relation à la Couronne via le Traité de Waitangi,.